# 香港带唇兰
香港带唇兰（学名：Tainia hongkongensis）也称香港安兰，为兰科带唇兰属下的一个植物种。